# Hadrotarsus setosus
Espèce
Hadrotarsus setosus est une espèce d'araignées aranéomorphes de la famille des Theridiidae.

## Distribution
Cette espèce est endémique de Tasmanie en Australie.

## Description
Le mâle holotype mesure 1,438 5 mm.

## Publication originale
- Hickman, 1943 : On some new Hadrotarsidae (Araneae) with notes on their internal anatomy. Papers and Proceedings of the Royal Society of Tasmania, vol. 1942, p. 147-160 vol. 121, no 3, p. 57-163 (texte intégral).